# Pridoli (Bajina Bašta)
Pridoli (Servisch: Придоли) is een plaats in de Servische gemeente Bajina Bašta. De plaats telt 334 inwoners (2002).